# Lutherweg 1521

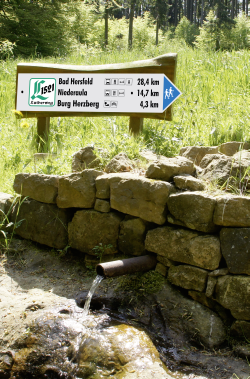
Ein Wegweiser auf dem Lutherweg 1521, der Pilgern und Wanderern zur Orientierung dient

Der Lutherweg 1521 ist seit seiner vollständigen Eröffnung im Mai 2017 ein rund 400 Kilometer langer Pilgerweg/Fernwanderweg von Worms in Rheinland-Pfalz durch Hessen bis zur Wartburg bei Eisenach in Thüringen.

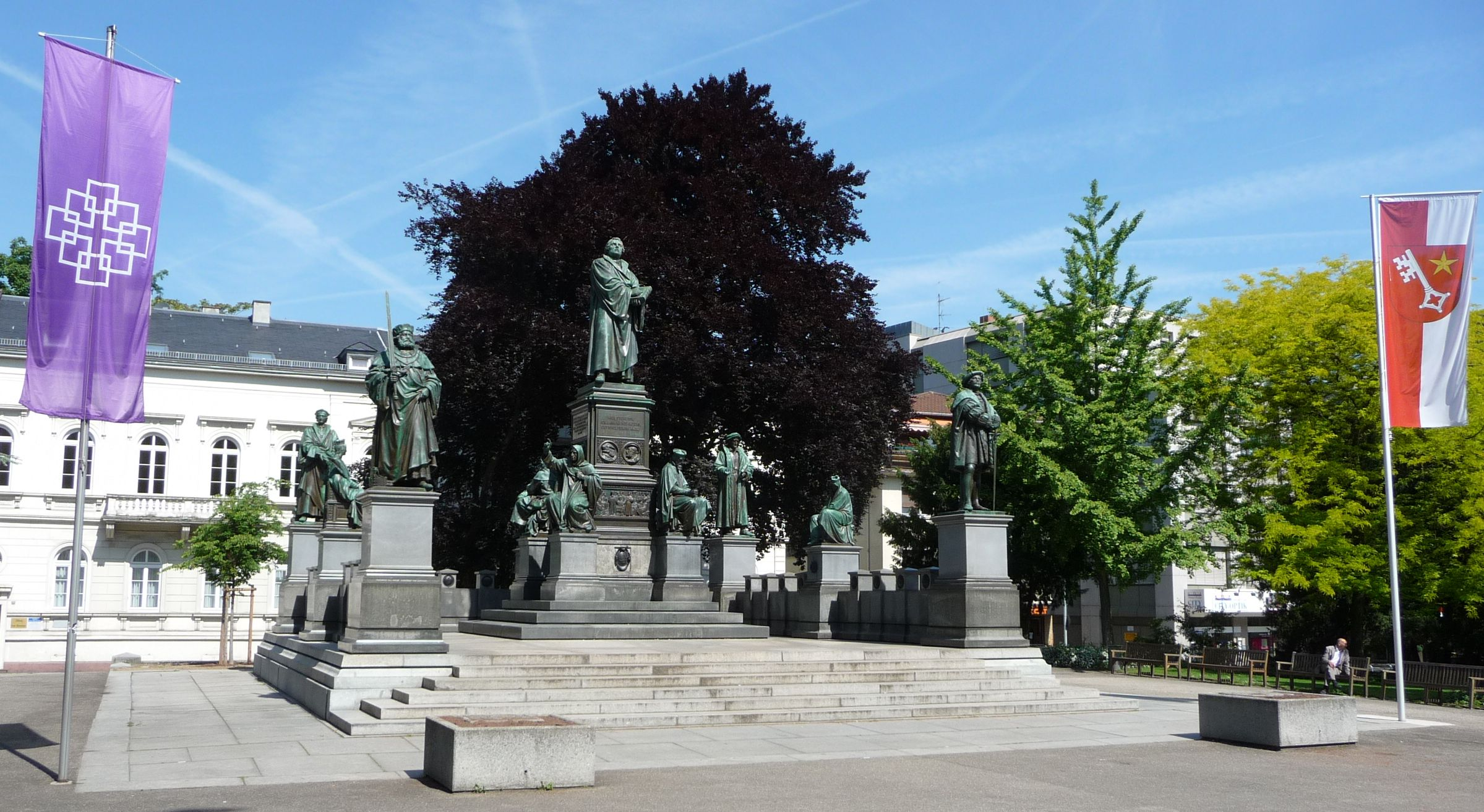
Das Lutherdenkmal zu Worms (2010)

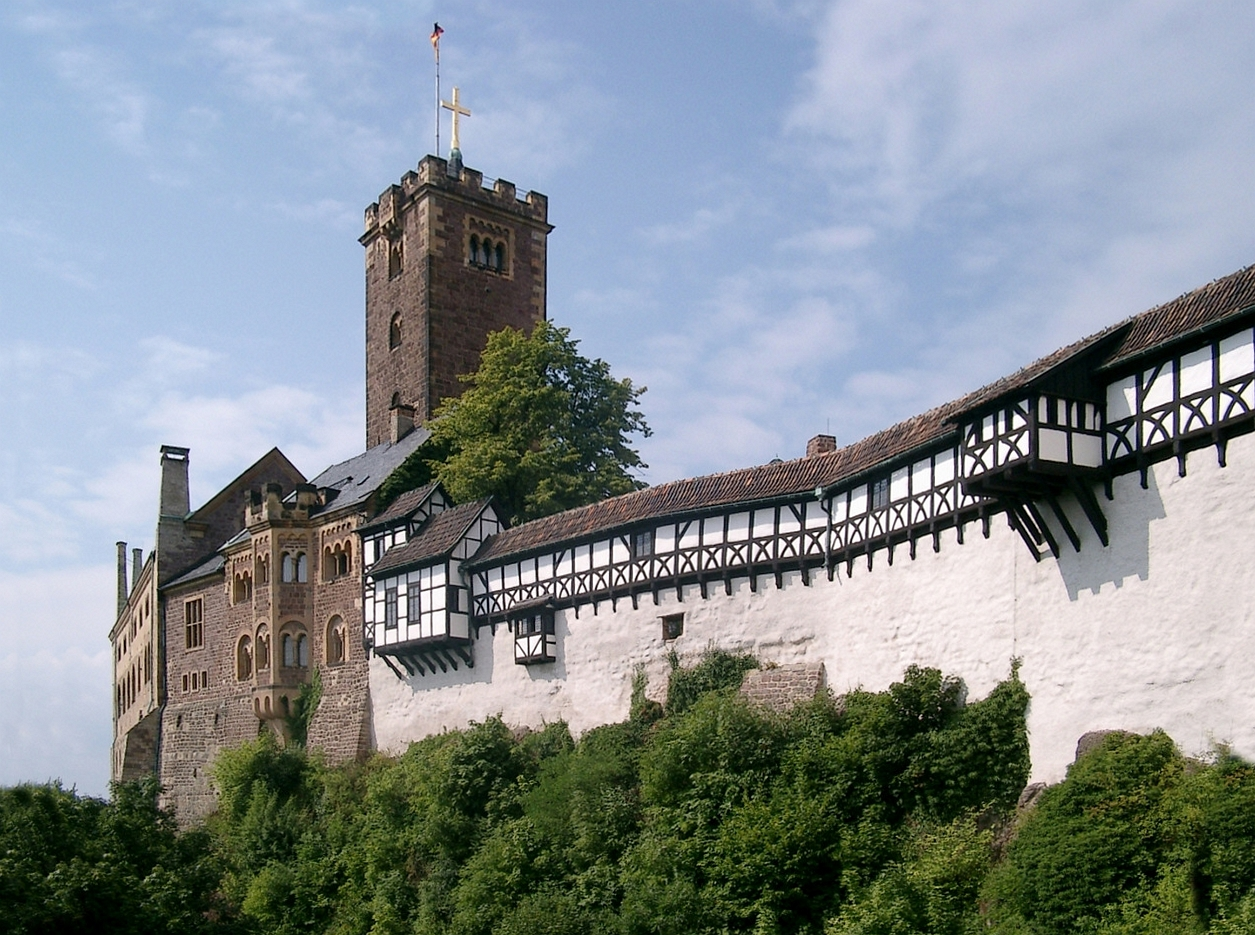
Die Wartburg bei Eisenach

## Luthers Weg von 1521
Der Lutherweg 1521 bildet die Route nach, die Martin Luther vor 500 Jahren vom Reichstag zu Worms zur Wartburg bei Eisenach zurücklegte. Luthers Reise begann am 2. April 1521. Sie führte ihn mit großer Wahrscheinlichkeit auf den alten Handelswegen von Worms nach Frankfurt und von dort auf der historischen Route durch die kurzen Hessen.
In einem engen Korridor orientiert sich der moderne Pilger- und Wanderweg Lutherweg 1521 an diesen Straßen und Wegen aus Luthers Zeit.

## Die Strecke
Auf rund 400 Kilometer führt der Lutherweg 1521 dabei durch eine abwechslungsreiche Naturlandschaft quer durch Hessen.
Nach dem Start in Worms und etwa 50 Kilometern durch Rheinhessen auf dem RheinTerrassenWeg wechselt der Lutherweg 1521 bei Oppenheim auf die rechte Rheinseite nach Hessen. Durch das Hessische Ried, das Stadtgebiet von Frankfurt am Main, die Wetterau, entlang der nordwestlichen Ausläufer des Vogelsbergs, durch Waldhessen und den Seulingswald überquert der Lutherweg 1521 bei Berka/Werra die Werra. Nach ungefähr 35 Kilometern durch Thüringen ist das Ziel, die Wartburg, erreicht.
Der Lutherweg 1521 quert dabei drei Bundesländer (Rheinland-Pfalz, Hessen, Thüringen), drei evangelische Landeskirchen (Hessen-Nassau, Kurhessen-Waldeck, Mitteldeutschland), acht Landkreise, zwei kreisfreie Städte und weitere 37 selbständige Gemeinden mit rund 100 Stadt-/Ortsteilen.
Sehenswerte Baudenkmäler wie Kirchen, Klöster, Burgen und Schlösser lassen eine über Jahrhunderte währende Glaubensgeschichte lebendig werden. Darüber hinaus wird die ehemalige innerdeutsche Grenze überquert. So wird auch das Gedenken an die friedliche Revolution von 1989 in den Lutherweg 1521 einbezogen.
Träger des Lutherwegs 1521 ist der Verein Lutherweg in Hessen mit Sitz in Romrod. Das Land Hessen stellte finanzielle Mittel zur Verfügung. Zudem beteiligen sich die Europäische Union mit EU-Fördermitteln, Landkreise, Kommunen sowie Spender und Sponsoren an der Finanzierung des Projekts.
Ein erstes Teilstück (Berka/Werra—Wartburg) wurde am 4. Mai 2014 der Öffentlichkeit übergeben.
Die hessischen Teilstücke (Friedewald - Trebur) wurden am 14. Mai 2017 unter anderem vom hessischen Wirtschaftsminister Tarek Al-Wazir (Grüne), dem Präsidenten der Evangelischen Kirche in Hessen und Nassau, Volker Jung, und dem Bischof der Evangelischen Kirche von Kurhessen-Waldeck, Martin Hein, eröffnet. Zusammen mit dem Teilstück in Rheinland-Pfalz (Oppenheim-Worms) sind damit alle Teilstücke rechtzeitig vor Abschluss der Luther-Dekade 2008–2017 begehbar.
Der Lutherweg 1521 trifft an der Wartburg auf den Lutherweg Thüringen. Er findet so Anschluss an die anderen sieben Lutherwege in Bayern, Sachsen, Sachsen-Anhalt und Thüringen.

## Routen
Die Etappen nach dem Pilgerführer

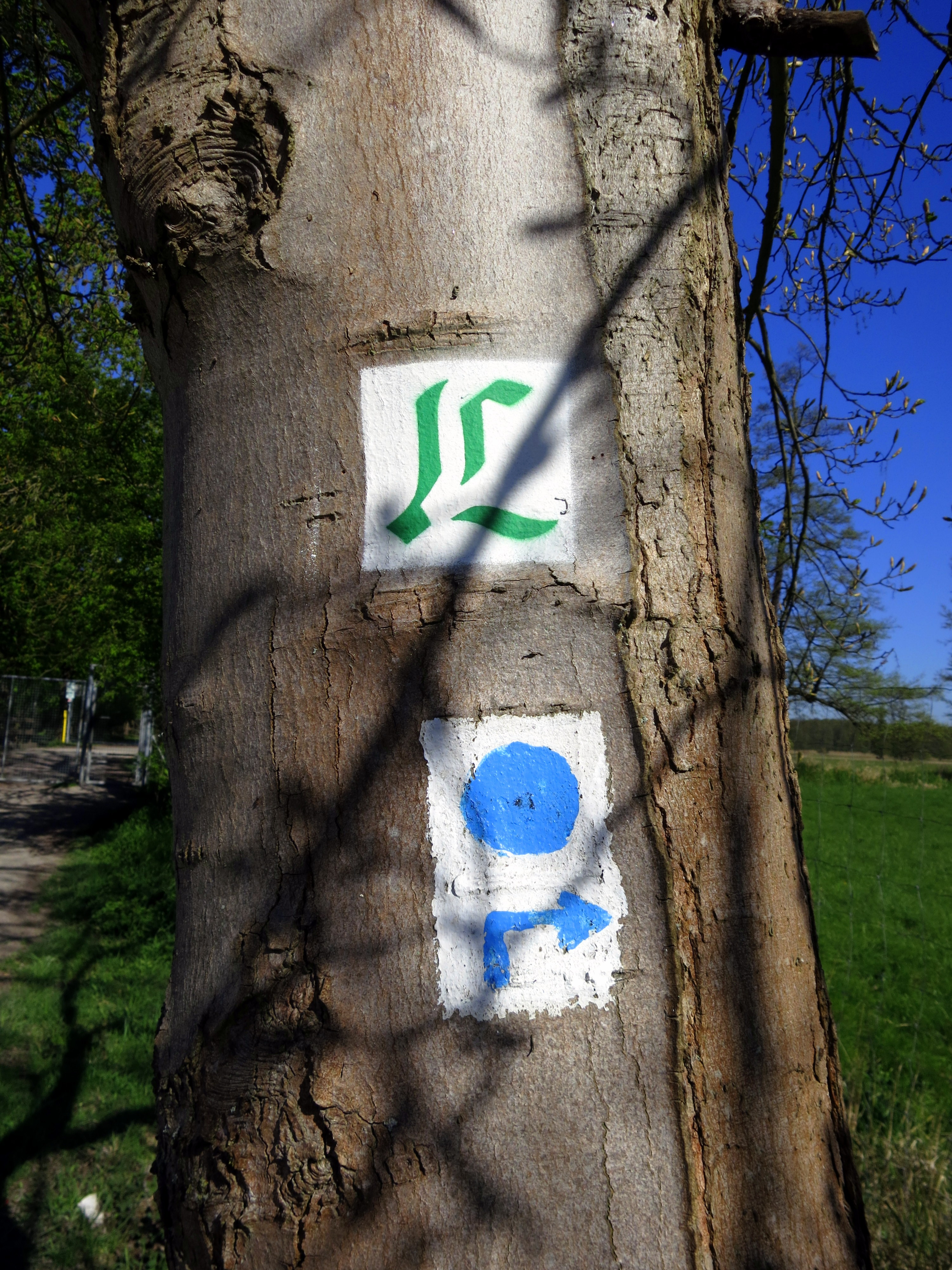
Wegmarkierung vom Lutherweg 1521 im Naturschutzgebiet Mönchbruch.

Pilgerfahrt Wartburg - Worms 363 km (Westroute)
- Etappe 1: Wartburg – Oberellen – Berka/Werra / 20 km
- Etappe 2: Berka/Werra – Friedewald / 26 km
- Etappe 3: Friedewald – Kathus –Bad Hersfeld / 17 km
- Etappe 4: Bad Hersfeld – Niederaula – Niederjossa / 20 km
- Etappe 5: Niederjossa – Burg Herzberg – Grebenau / 16 km
- Etappe 6: Grebenau – Alsfeld / 20 km
- Etappe 7: Alsfeld – Romrod – Groß-Felda / 22 km
- Etappe 8: Groß-Felda – Mücke / 22 km
- Etappe 9: Mücke – Grünberg – Wetterfeld –Lich / 24 km (Westspange*)
- Etappe 10: Lich – Rockenberg – Nieder-Weisel / 21 km (Westspange*)
- Etappe 11: Nieder-Weisel – Ostheim – Friedberg / 17 km (Westspange*)
- Etappe 12: Friedberg – Bad Vilbel/Massenheim / 25 km
- Etappe 13: Bad Vilbel – Frankfurt-Zentrum / 12 km
- Etappe 14: Frankfurt Zentrum – Walldorf / 22 km
- Etappe 15: Walldorf – Trebur / 23 km
- Etappe 16: Trebur – Oppenheim – Guntersblum / 20 km
- Etappe 17: Guntersblum – Abenheim / 24 km
- Etappe 18: Abenheim – Worms-Zentrum / 11 km

Anmerkung: * Westspange = Wetterfeld – Oberbessingen – Lich – Kloster Arnsburg – Münzenberg – Rockenberg – Nieder-Weisel (Butzbach) – Ober-Mörlen – Bad Nauheim – Friedberg / 49 km
Pilgerfahrt Worms - Wartburg 356 km (Ostroute)
- Etappe 1: Worms-Zentrum – Abenheim / 11 km
- Etappe 2: Abenheim – Guntersblum / 24 km
- Etappe 3: Guntersblum – Oppenheim –Trebur / 20 km
- Etappe 4: Trebur – Walldorf / 23 km
- Etappe 5: Walldorf – Frankfurt Zentrum / 22 km
- Etappe 6: Frankfurt-Zentrum – Bad Vilbel / 14 km
- Etappe 7: Bad Vilbel – Okarben – Friedberg / 25 km
- Etappe 8: Friedberg – Wölfersheim / 12 km  (Ostspange**)
- Etappe 9: Wölfersheim – Hungen – Nonnenroth / 23 km (Ostspange**)
- Etappe 10: Nonnenroth – Wetterfeld – Grünberg  – Mücke / 19 km (Ostspange**)
- Etappe 11: Mücke – Ermenrod – Groß-Felda / 22 km
- Etappe 12: Groß-Felda – Romrod – Alsfeld / 22 km
- Etappe 13: Alsfeld – Grebenau / 20 km
- Etappe 14: Grebenau – Burg Herzberg – Niederaula / 21 km
- Etappe 15: Niederaula – Schloss Eichhof – Bad Hersfeld / 15 km
- Etappe 16: Bad Hersfeld – Kathus – Friedewald / 17 km
- Etappe 17: Friedewald – Berka/Werra / 26 km
- Etappe 18: Berka/Werra – Oberellen – Wartburg / 20 km

Anmerkung: ** Ostspange = Friedberg (Hessen) – Dorheim – Wölfersheim – Berstadt – Utphe – Trais-Horloff – Hungen – Nonnenroth – Röthges – Wetterfeld / 41 km

### Orte am Lutherweg 1521
- Worms ist eine kreisfreie Stadt im südöstlichen Rheinland-Pfalz und liegt direkt am westlichen Rheinufer.
- Guntersblum ist eine Ortsgemeinde im Rhein-Main-Gebiet im Landkreis Mainz-Bingen in Rheinland-Pfalz.
- Oppenheim ist eine Stadt am Oberrhein (Rheinhessen), zwischen Mainz und Worms gelegen. Sie liegt im Landkreis Mainz-Bingen in Rheinland-Pfalz.
- Trebur ist eine Gemeinde im Kreis Groß-Gerau in Hessen, Deutschland.
- Mörfelden-Walldorf ist als Doppelstadt mit über 32.000 Einwohnern nach Rüsselsheim am Main die zweitgrößte Stadt im Kreis Groß-Gerau in Hessen.
- Die „Hugenottenstadt“ Neu-Isenburg ist eine Mittelstadt im Landkreis Offenbach in direkter Nachbarschaft zu Frankfurt am Main und Offenbach am Main.
- Frankfurt am Main ist die größte Stadt des Landes Hessen und die fünftgrößte Kommune der Bundesrepublik Deutschland mit 749.596 Einwohnern.
- Bad Vilbel ist mit etwa 32.000 Einwohnern die an der Einwohnerzahl gemessen größte Stadt im Wetteraukreis und grenzt an den nördlichen Stadtrand von Frankfurt am Main.
- Karben ist eine Stadt im Wetteraukreis. Sie liegt etwa 15 Kilometer nordöstlich von Frankfurt am Main.
- Wöllstadt ist eine Gemeinde in der Wetterau vor den Toren der Kreisstadt Friedberg (Hessen).
- Friedberg ist eine Stadt am nördlichen Rand des Rhein-Main-Gebiets und der Verwaltungssitz des Wetteraukreises. Die ehemalige Freie Reichsstadt und Messestadt gehörte im Mittelalter zu den wichtigsten Städten im heutigen Hessen.
- Wölfersheim ist eine Gemeinde im Wetteraukreis ca. 40 km nördlich von Frankfurt am Main, unweit der Städte Bad Nauheim, Friedberg (Hessen) und Hungen.
- Hungen ist eine Stadt im Landkreis Gießen in Mittelhessen. Aufgrund des alle zwei Jahre stattfindenden Schäferfests trägt Hungen auch den Namen "Die Schäferstadt".
- Nonnenroth ist eine Gemeinde im mittelhessischen Landkreis Gießen, 5 Kilometer östlich der Stadt Hungen
- Bad Nauheim ist eine Kurstadt und nach Bad Vilbel die zweitgrößte Stadt im Wetteraukreis.
- Ober-Mörlen ist eine Gemeinde in der westlichen Wetterau.
- Butzbach ist eine deutsche Stadt im Wetteraukreis am nordöstlichen Übergang des Taunus zur Wetterau.
- Rockenberg ist eine deutsche Gemeinde in der Wetterau.
- Münzenberg ist eine Stadt im Wetteraukreis.
- Lich ist eine Stadt im mittelhessischen Landkreis Gießen, 15 Kilometer südöstlich der Universitätsstadt Gießen.
- Ober-Bessingen ist eine Gemeinde im mittelhessischen Landkreis Gießen, 7 Kilometer östlich der Stadt Lich
- Laubach ist eine mittelhessische Kleinstadt mit 9844 Einwohnern, davon rund 6000 in der Kernstadt.
- Grünberg ist eine Stadt im Landkreis Gießen in Hessen. Die Stadt ist ein staatlich anerkannter Luftkurort.
- Mücke ist eine Gemeinde im Vogelsbergkreis. Der Ortsname stammt aus dem keltischen Sprachschatz.
- Feldatal ist eine Gemeinde im Vogelsbergkreis. Die Gemeinde liegt in 285 bis 598 Meter Höhe am Nordhang des Vogelsbergs.
- Romrod ist eine Kleinstadt im Zentrum von Hessen im Vogelsbergkreis. Der Ort Rumerode entstand an der Kreuzung der zwei Altstraßen Diotweg (später Diebsweg, bedeutet Volksweg) und der Handels- und Heerstraße durch die Kurzen Hessen.
- Alsfeld ist eine Stadt im mittelhessischen Vogelsbergkreis – im Zentrum von Hessen. Alsfeld liegt im Nordteil des Vogelsbergkreises am Südwestrand des Knüllgebirges, am Westhang des Alsfelder Beckens.
- Grebenau ist eine Stadt im Vogelsbergkreis in Osthessen (Deutschland). Grebenau liegt in 248 bis 501 Meter Höhe nordöstlich des Vogelsbergs etwa 26 km nordwestlich von Fulda im sogenannten Gründchen, an der Einmündung der Schwarza in die Jossa.
- Breitenbach am Herzberg (amtlich Breitenbach a. Herzberg) ist eine Gemeinde in Osthessen im äußersten Südwesten des Landkreises Hersfeld-Rotenburg. Die Gemeinde liegt am Fuß des Hirschberges (auch Herzberg genannt) und des Rimbergs im südlichen Knüllgebirge.
- Niederaula ist ein Markt im Landkreis Hersfeld-Rotenburg. Die Marktgemeinde liegt an der Fulda, zwischen den Ausläufern der Rhön und des Knüllgebirges.
- Die Festspiel- und Kurstadt Bad Hersfeld ist die Kreisstadt des Landkreises Hersfeld-Rotenburg. Überregional ist Bad Hersfeld vor allem durch die seit 1951 alljährlich stattfindenden Bad Hersfelder Festspiele bekannt, die in der Stiftsruine abgehalten werden. Die Stiftsruine gilt als die größte romanische Kirchenruine Europas.
- Friedewald ist eine Gemeinde im Landkreis Hersfeld-Rotenburg in Osthessen, direkt östlich von Bad Hersfeld. Das Amt Friedewald wurde 1392 (mit Marktrecht und Gerichtsbarkeit) und der Ort Friedewald wurde im Jahre 1430 erstmals schriftlich erwähnt.
- Berka/Werra ist eine Landstadt im Wartburgkreis in Thüringen, unmittelbar an der Landesgrenze zu Hessen gelegen. Die nächstgrößeren Städte sind Eisenach, Bad Hersfeld und die Kreisstadt Bad Salzungen.
- Eisenach ist eine Stadt im Westen Thüringens und eine der sogenannten Lutherstädte. Sie ist seit 1998 kreisfreie Stadt und das Zentrum Westthüringens sowie der angrenzenden nordosthessischen Gebiete.